# Basílica de Santa Úrsula (Colonia)
La Basílica de Santa Úrsula o la Iglesia de Santa Úrsula (en alemán: St. Ursulakirche) es el nombre que recibe un edificio religioso de la Iglesia católica que se encuentra en Colonia, Renania, Alemania. Fue construida sobre las ruinas de un cementerio romano, donde se dice que fueron enterrados las 11.000 vírgenes asociadas con la leyenda de Santa Úrsula. La iglesia tiene una impresionante relicario creado a partir de los huesos de los antiguos ocupantes del cementerio. Es una de los doce iglesias románicas de Colonia y fue elegida como Basílica Menor el 25 de junio de 1920. Mientras que la nave y torre son románicas, el coro ha sido reconstruido en el estilo gótico.
La leyenda original decía que sólo 11 vírgenes acompañaron a Santa Úrsula pero el número creció con el tiempo hasta llegar a 11.000. Las paredes de la Cámara de Oro están cubiertas con los huesos dispuestos en diseños y / o letras junto con los cráneos reliquias.